# برامج تجريبية
البرمجيات التجريبية (بالإنكليزية: Shareware) هي برمجيات يتم توفيرها للمستخدمين بدون دفع على أساس تجريبي وغالباً محدود بمجموعة من الوظائف، أو الإمكانيات (قد تكون فعالة لمدة زمنية محددة فقط)، أو الملائمة (البرمجيات قد تظهر مربع حوار عند التشغيل أو أثناء الاستخدام، تذكر المستخدم بشرائه;«مربعات الحوار المزعجة»).
وقد توجد هذه البرمجيات بغرض التجربة فقط وليس التسويق التجاري.
وهي تخضع لحقوق الملكية الفكرية ولايحق إعادة برمجتها أو تسويقها دون اذن الطرف المالك لها.
البرامج التجريبية هي برامج مدفوعة (غير مجانية) حيث أن الشركات المنتجة للبرامج تقوم بإصدار نسخة من تلك البرامج لكي يجربها الناس ويختبروها ومن ثم يقرروا شرائها من عدمه.

## حدود تجربة البرامج
طبعا هنالك حدود معينة لتجربة البرامج هذه لكي لا يتم استعمالها بشكل مطلق ودائم ،، وهذه الحدود تكون أحد الأنواع التالية:
1. أن تكون فترة التجربة محدودة، مثلا يتم السماح لتجربة البرنامج لمدة شهرة أو نصف شهر - حسب الشركة المصدرة للبرنامج.
2. أن تكون وظائف البرنامج غير مكتملة، مثلا في حالة برامج تحويل ملفات الصوت عند استخدم النسخة التجريبية يقوم البرنامج بتحويل الملف إلى منتصفه فقط، بحيث لا تكون المهمة كاملة إلا عند استخدام البرنامج الكامل بعد الشراء.
3. أن يقوم البرنامج بإضافة شعار أو اسم الشركة أو اسم البرنامج إلى الملف المنتج منه بحيث لا يتم إزالة هذا الشعار إلى في حالة استخدام النسخة الكاملة بعد دفع ثمنها.

وهكذا نرى أن هنالك طرقا مختلفة لضمان استعمال البرنامج في حدود ضيقة للتجربة فقط، اما البرامج المجانية فهي طبعا برامج كاملة بالمجان ولا يوجد فيها حدود

## فائدة الفترة التجريبية للبرامج غير المجانية
لأن البرامج هي سلعة مختلفة عن السلع الأخرى، فالسلع المحسوسة هي سلع يمكن معاينتها بوضوح وفحصها وتقليبها ولا يتم شرائها إلا وقد اقتنع المشتري بها، لكن في حالة البرامج فعادة ما يكون البرنامج غامض لا يستطيع المستخدم ان يمسكه في يديه ويقلبه ،، وعادة ما يتم شراء البرامج عن طريق الإنترنت.
لهذا السبب فإن كل البرامج تقدم نسخة مجانية تجريبية محددة بوقت معين أو غير كاملة بهدف تجربة البرنامج في مدة محددة ولكي يتأكد المشتري ان هذا البرنامج هو ما يريد وانه سيكون مفيد له.
وهذه الميزة مفيدة جدا حيث لن يقوم المستخدم بشراء البرنامج إلا بعد أن يتأكد انه مناسب له تماما، وليس بعد هذا عذر لمن يخاف من دفع مبلغ مالي لشراء سلعة غير مناسبة له

## تاريخ
في 1982، أندرو فلوقلمان (بالإنكليزية: Andrew Fluegelman) أنشأ برنامج لكمبيوتر شخصي لآلات العمل الدولية يدعى «كلام الكمبيوتر الشخصي»(بالإنكليزية: PC-Talk)، برنامج للاتصالات السلكية واللاسلكية، واستخدم مصطلح مجانية،
في نفس الوقت، جيم Jim أدرك ملف حاسوبي، برنامج قاعدة بيانات، دعاه بنظام داعم للمستخدم.

## اقرأ أيضا
- برمجيات حرة